# Ma tốc độ: Linh hồn báo thù
Ma tốc độ: Linh hồn báo thù (tựa gốc tiếng Anh: Ghost Rider: Spirit of Vengeance) là một bộ phim siêu anh hùng của Mỹ năm 2012 dựa trên phản anh hùng Ghost Rider của Marvel Comics. Đây là phần tiếp theo độc lập của bộ phim Ma tốc độ năm 2007 và có sự tham gia của Nicolas Cage vào vai Johnny Blaze / Ghost Rider với các vai phụ do Ciarán Hinds, Violante Placido, Johnny Whitworth, Christopher Lambert, và Idris Elba. Phim do Mark Neveldine và Brian Taylor làm đạo diễn, kịch bản do Scott M. Gimple, Seth Hoffman và David S. Goyer. Được phát hành công khai trong một đêm vào ngày 11 tháng 12 năm 2011, Ma tốc độ: Linh hồn báo thù đã phát hành thương mại rộng rãi vào ngày 17 tháng 2 năm 2012 ở định dạng 2D và 3D. Đây là bộ phim thứ hai trong số hai bộ phim được sản xuất theo biểu ngữ sản xuất của Marvel Knight, tập trung vào các bộ phim dành cho khán giả trưởng thành.
Bộ phim trải qua sự đón nhận của giới phê bình kém hơn bộ phim đầu tiên, với những lời chỉ trích nhắm vào kịch bản, CGI và diễn xuất.  Phim thu về hơn 132 triệu đô la, so với kinh phí sản xuất 57–75 triệu đô la.
Nicolas Cage nói rằng anh đã "xong việc" với các bộ phim Ghost Rider và phần tiếp theo đã được lên kế hoạch bị hủy bỏ. Quyền làm phim đối với nhân vật này đã được hoàn lại cho Marvel Studios ngay sau đó, và phiên bản Robbie Reyes của Ghost Rider xuất hiện trong Agents of S.H.I.E.L.D.

## Nội dung
Johnny Blaze (hay còn gọi là Ghost Rider) đến vùng Đông Âu ở ẩn và đấu tranh để trấn áp lời nguyền anh phải chịu trong phần 1 - là thợ săn linh hồn của quỷ dữ. Tại đây, Johnny được một giáo phái bí mật của nhà thờ tuyển dụng để cứu một cậu bé(Danny Ketch) thoát khỏi ma quỷ,cậu bé là con của Quỷ dữ vì vậy nếu hắn nhập được hồn vào thân xác cậu thì hắn sẽ trở nên bất bại. Ban đầu, Johnny miễn cưỡng trở lại với sức mạnh của Ghost Rider. Nhưng rồi anh nhận ra, đây là cách duy nhất để bảo vệ cậu bé, đồng thời có thể giải thoát bản thân khỏi lời nguyền mãi mãi nhưng rồi cuối cùng anh cũng nhận ra lời nguyền của anh là sức mạnh của trời phú ban cho anh và anh sẽ giữ lại nó để có thể bảo vệ những người vô tội.
Nhân vật Danny Ketch chính là Ghost Rider thứ 2 khi cậu lớn lên.

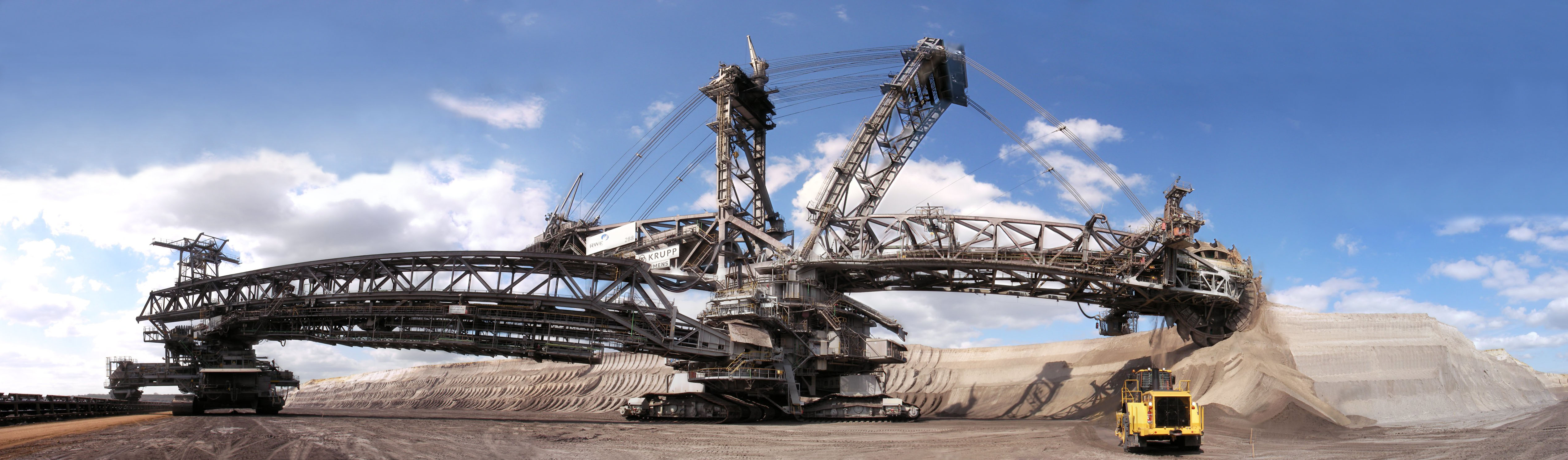
Các Rider trong phim sử dụng một chiếc xe đặc biệt: Bagger 288, xe đất lớn nhất thế giới.

## Diễn viên
- Nicolas Cage...Johnny Blaze / Ghost Rider
- Idris Elba...Moreau
- Ciarán Hinds...The Devil
- Christopher Lambert
- Violante Placido...Nadya
- Johnny Whitworth...Blackout
- Fergus Riordan...Danny Ketch